# Fidèles au poste !
Fidèles au poste ! est une émission de télévision française basé sur des jeux sur le thème télévision.
Présentée par Bruno Guillon le jeudi en seconde partie de soirée vers 22 h 40, elle était diffusée sur la chaîne de la TNT France 4 du 27 septembre 2012 au 20 décembre 2012

## Concept
Comedy Game, 2 bandes d'humoristes s'affrontent avec chaque semaine 2 stars invités à mener leur bande à la victoire.

## Participants réguliers
- Ariane Brodier
- Anne-Sophie Girard
- Noman Hosni
- Donel Jack'sman
- Kheiron
- Romain Lancry
- Baptiste Lecaplain
- Luigi Li
- Marie Montoya
- Belhousse Yacine
- Shirley Souagnon
- Anthony Vossovic

## Audiences
Démarrage correct avec environ 250 000 téléspectateurs, l'audience chutera progressivement pour se stabiliser à environ 170 000 téléspectateurs, 1,4 % de part de marché. France 4 annonce l'arrêt de l'émission qui ne reviendra pas en 2013.